# Прапор Козацького
Прапор Козацького — офіційний символ смт Козацьке, затверджений рішенням сесії селищної ради.
Автор проекту — А. Гречило.

## Опис
Прапор Козацького являє собою стяг квадратного полотнища, яке складається з трьох діагональних смуг — верхньої малинової, середньої синьої та нижньої жовтої (співвідношення їх ширин рівне 2:1:2), посередині малинової смуги — жовтий козацький хрест, посередині жовтої — стилізоване малинове гроно винограду з зеленим стеблом.

## Символіка
Жовте поле уособлює багаті землі Степової України, є символом щедрості й добробуту, а синє — означає води Дніпра. Малиновий колір та козацький хрест є традиційними елементами козацьких прапорів. Грона винограду свідчить про розвинуте виноградарство та підкреслює роль князя Трубецького, який започаткував тут виноробні промисли.